# Домик Петра I (Нижний Новгород)
Домик Петра в Нижнем Новгороде (также — Дом Чатыгина) — достопримечательность в центре Нижнего Новгорода, расположен на современной улице Почаинской (дом 27).
Здание постройки конца XVII века. Согласно местному преданию, в этом доме император Пётр I останавливался в 1695 году перед Азовским походом.
Первоначально палаты принадлежали купцу Чатыгину, в начале XVIII в. — купцам Докукиным, в 1765 г. — вдове Михаила Докукина Ирине Петровне. Впоследствии владельцы палат неоднократно менялись. В XIX в. здание сильно обветшало и использовалось как ночлежный дом. В 1888 г. при учреждении Нижегородской губернской учёной архивной комиссии дом как реликвия города был приобретен для размещения исторических материалов.
6 марта 2008 г. Правительством Нижегородской области утверждены границы территории Дома Чатыгина (Дома Петра Первого) как объекта культурного наследия.

## Бар «Домик Петра I»
В 1996—2005 годах в подвале «Домика Петра I» располагался одноименный паб, ставший излюбленной «андеграундной» концертной площадкой для нижегородских музыкантов и меломанов. «Малая сцена» давала приют многим фолк- и рок-группам, многие из которых впоследствии добились известности. Здесь выступали «ДНК», «Не Нашего мира» (ныне «Uma2rmaH»), Алексей «Полковник» Хрынов, J.A.M. Blues Rock Band, «40 градусов», Shannon, The Racoons, The Dartz (Санкт-Петербург), Puck & Piper (Москва), «Мата Хари» (Дзержинск).
В июне 2005 года городская администрация не продлила договор аренды с владельцами заведения под предлогом запрета на размещение увеселительных заведений в стенах исторических памятников. В настоящий момент помещение находится в полузаброшенном состоянии.